# The Pure Wargame
The Pure Wargame, Vol. 1: Death From Above est un jeu vidéo développé et édité par Quantum Quality Productions pour les compatibles IBM PC .

## Gameplay
The Pure Wargame est un jeu de guerre qui se concentre sur les assauts aéroportés de la Seconde Guerre mondiale.

## Accueil
Next Generation a passé en revue la version PC du jeu, lui attribuant trois étoiles sur cinq, et a déclaré que « Même les débutants dans les jeux de guerre devraient pouvoir entrer dans Death From Above sans problème. On peut toutefois se demander s'ils en auront envie ou non. Pour quelqu'un qui n'est pas familier avec l'expérience du wargaming, celui-ci peut être accablant ».

## Commentaires
- PC Gamer Vol. 2 n° 7 (juillet 1995)
- Monde du jeu informatique (juillet 1995)